# 툴체인
툴체인(toolchain)은 주로 다른 컴퓨터 또는 시스템의 소프트웨어 제품을 만드는 데 사용되는 컴퓨터 프로그램 개발 도구들의 집합이다. 일반적으로 여기에 포함된 개발 도구들은 연쇄적으로 사용된다. 즉 어느 한 개발 도구의 출력은 다른 개발 도구의 입력이 된다. 그러나 이 용어는 서로 관련 있는 개발 도구들의 집합을 가리키는 의미로도 널리 사용된다.
간단한 툴체인은 소스 코드 편집을 위한 문서 편집기와 소스 코드를 실행 프로그램으로 변환하는 컴파일러와 링커, 그리고 운영 체제의 기능을 제공하는 라이브러리로 구성된다. 비디오 게임과 같은 복잡한 제품에서는 소리 효과와 음악, 텍스처, 3차원 모델, 애니메이션 등을 위한 개발 도구가 필요하며, 이를 한데 모아 완성된 제품으로 만드는 개발 도구도 있어야 한다.

## 같이 보기
- GNU 툴체인